# Zaira medeola
Zaira medeola är en tvåvingeart som beskrevs av Henry J. Reinhard 1961. Zaira medeola ingår i släktet Zaira och familjen parasitflugor. Inga underarter finns listade i Catalogue of Life.